# Bakewell Topp XX
O Bakewell Topp XX Football Club (mais conhecido como Topp XX apenas) é um clube de futebol sul-americano da cidade de Linden, na Guiana.
O time foi o campeão nacional nas temporadas de 1992 e 1997. Atualmente, compete na Upper Demerara League. Sua participatação mais recente na GFF Elite League foi na temporada 2016-17, na qual foi rebaixado para a liga regional.
Possui também um time de futsal, que disputa os campeonatos nacional e regional.